# Т-35
Т-35 е многокуполен тежък танк, създаден през 1930-те в СССР.

## История
Танкът Т-35 разполага с 3 оръдия. На основния купол е монтирано 76,2 мм оръдие, а две по-малки – 45 мм са разположени в страничните куполи. Челната му броня е с дебелина 80 мм. Серийното му производство продължава до 1939 година. Общо произведени бройки: 61.
Т-35 се счита за „символ на епохата“ в Съветската история.